# Josef Pöck
Josef Pöck (31. prosince 1826 Vídeňské Nové Město – 22. července 1886 Vídeňské Nové Město) byl rakouský podnikatel a politik německé národnosti z Dolních Rakous, v 2. polovině 19. století poslanec Říšské rady.

## Biografie
Působil jako majitel textilní továrny ve Vídeňském Novém Městě, kterou převzal roku 1851 od svého otce. Roku 1861 založil podnik na drobné kovové zboží. Později přikoupil další pozemky pro rozšíření svého podnikání. V roce 1885 byl povýšen do šlechtického stavu s predikátem von Frauenkirch. Od roku 1870 (podle jiného zdroje od roku 1869) byl obecním radním a od roku 1874 starostou Vídeňského Nového Města. Starostenský úřad zastával až do své smrti. Byl předsedou místní spořitelny a místní i okresní školní rady. Město mu udělilo čestné občanství. Roku 1880 mu byl rovněž udělen Řád Františka Josefa.
V roce 1884 byl zvolen na Dolnorakouský zemský sněm za kurii měst, obvod Vídeňské Nové Město. Setrval zde do své smrti roku 1886. Zastupoval liberály (tzv. Ústavní strana).
Působil taky jako poslanec Říšské rady (celostátního parlamentu Předlitavska), kam nastoupil ve volbách roku 1879 za kurii měst v Dolních Rakousích, obvod Wiener Neustadt, Neunkirchen atd. Ve volebním období 1879–1885 se uvádí jako Josef Pöck, majitel továrny a starosta, bytem Vídeňské Nové Město.
Po volbách roku 1879 se uvádí jako ústavověrný poslanec. V říjnu 1879 je zmiňován na Říšské radě coby člen mladoněmeckého Klubu sjednocené Pokrokové strany (Club der vereinigten Fortschrittspartei). Později se připojil ke klubu Sjednocené německé levice, do kterého se spojilo několik ústavověrných (liberálně a centralisticky orientovaných politických proudů).
Zemřel v červenci 1886.